# بخش شتورو

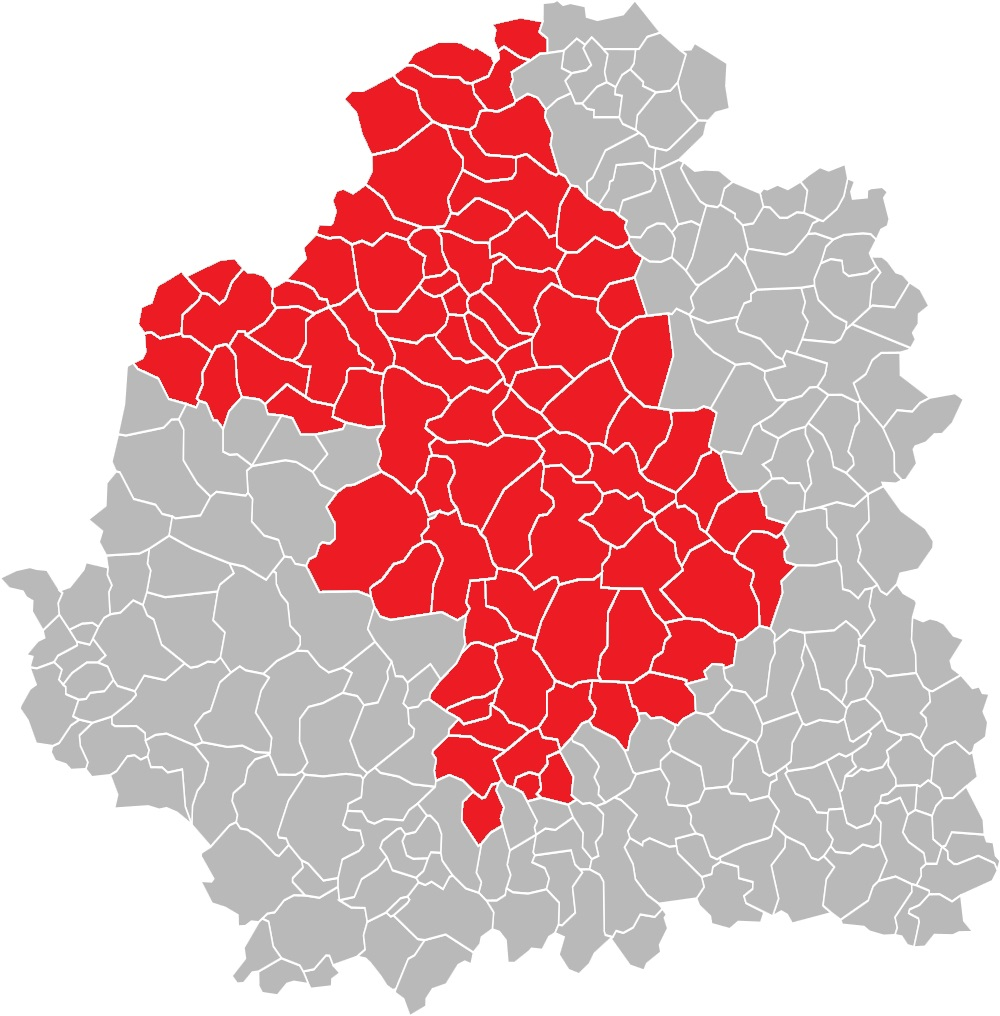
شوترو که در واقع بخش گسترده ای در قسمت میانی و شمالی فرانسه محسوب میشود.

بخش شتورو (به فرانسوی: Arrondissement de Châteauroux) یک بخش در فرانسه است که در اندر واقع شده‌است.